# Riu de Segudet
Le riu de Segudet est un cours d'eau de la paroisse d'Ordino en Andorre, long de 3,7 km et affluent de la Valira del Nord.

## Toponymie
Riu désigne en catalan un « cours d'eau » et provient du latin rivus de même signification,.
La forme Cegudet est également traditionnellement employée, mais l'orthographe Segudet est celle reconnue par la nomenclature des toponymes d'Andorre. Les formes toponymiques anciennes suivantes sont par ailleurs attestées : Ceguded (en 1176), Cegudet (en 1195, 1348, 1395, 1450), Zagudet (XIIIe siècle - XIVe siècle), Sagudet (XIIIe siècle - XIVe siècle). Deux occurrences anciennes de Segudet sont retrouvées en 1486 et 1499. 
Selon le linguiste catalan Joan Coromines, le toponyme Segudet est d'origine latine, provenant de cituteum (« lieu planté de ciguë »),. Planas quant à lui rapproche Segudet (et riu de Segudet) du toponyme andorran Ensegur (riu de l'Ensegur) et suppose que ces deux toponymes correspondent à des hydronymes désignant la présence d'eau en mouvement (« cours d'eau » / « torrent »). Tous deux seraient expliqués par une racine pré-romane *Seg- également à l'origine de l'hydronyme Sègre. À l'opposé de nombreux autres toponymes andorrans pré-romans, cette racine ne semble pas de nature bascoïde. Il voit enfin un diminutif dans Segudet en lien avec le faible débit du riu de Segudet expliqué par le caractère calcaire des sols de son bassin versant.

## Hydrographie
Long de 3,7 km
, le riu de Segudet coule dans une direction nord-est / sud-ouest depuis les pentes du pic de Casamanya (source à une altitude de 1 941 m) jusqu'à sa confluence avec la Valira del Nord qu'il aborde par sa rive gauche en contrebas du village d'Ordino après avoir traversé le village éponyme de Segudet (1 261 m).
En tant qu'affluent de la Valira del Nord, il fait partie, comme la quasi-totalité de l'Andorre, du bassin hydrographique de l'Èbre.
Compte tenu de la nature karstique du massif du Casamanya et de l'importance de l'écoulement souterrain qui en résulte, le débit du riu de Segudet (0,162 m3/s) est relativement faible en comparaison de la surface de son bassin versant (8,4 km2). Il apparaît identique à celui du riu de l'Ensegur voisin dont le bassin est pourtant deux fois moins grand.
| \| Riu de Segudet \|                                                    |                                                |
| Le riu de Segudet sur la carte des bassins hydrographiques de l'Andorre | La vallée de la Valira del Nord à La Cortinada |
| Riu de Segudet                                                          |                                                |

## Environnement
Le cours d'eau traverse essentiellement des pinèdes (pin sylvestre puis pin noir à plus haute altitude). Enfin, la portion la plus élevée du riu de Segudet chemine aux travers de prairies calcicoles alpines. Ces dernières, rares en Andorre, abritent des espèces caractéristiques telles que la saxifrage dont l'espèce Saxifraga media est endémique des Pyrénées. Ce sol calcaire convient aussi à des espèces d'arbrisseaux tels qu'Empetrum hermaphroditum ou Salix pyrenaica, ainsi qu'à des fleurs telles que la dryade à huit pétales.